# Wahlen 1959
◄◄ | ◄ | 1955 | 1956 | 1957 | 1958 | Wahlen 1959 | 1960 | 1961 | 1962 | 1963 | ► | ►►

Weitere Ereignisse
Folgende Wahlen fanden im Jahr 1959 statt:

## Afrika
- Am 2. Mai die Wahl zur Legislativversammlung in Dahomey 1959
- Wahl zum Legislativrat in Tanganjika 1958/1959
- Am 12. Dezember die Wahl zum Repräsentantenhaus in Nigeria 1959
- Im März die Parlamentswahl in Italienisch-Somaliland 1959

## Asien
- Am 30. Mai die Wahl der gesetzgebende Versammlung von Singapur 1959
- Am 3. November die Parlamentswahl in Israel 1959
- Am 13. Dezember die Präsidentschaftswahl in der Republik Zypern 1959

## Europa

### Deutschland
- Am 19. April die Landtagswahl in Rheinland-Pfalz 1959
- Am 19. April die Landtagswahl in Niedersachsen 1959
- Am 1. Juli die Wahl des deutschen Bundespräsidenten 1959
- Am 11. Oktober die Bürgerschaftswahl in Bremen 1959

### Österreich
- Am 10. Mai die Nationalratswahl in Österreich 1959
- Am 10. Mai die Landtagswahl in Niederösterreich 1959
- Am 10. Mai die Landtagswahl in Salzburg 1959
- Am 18. Oktober die Landtagswahl in Vorarlberg 1959
- Am 25. Oktober die Landtags- und Gemeinderatswahl in Wien 1959

### Schweiz
- Am 17. Dezember die Bundesratswahl 1959

### Frankreich
- Am 8. und 15. März Kommunalwahlen

### Irland
- Am 17. Juni Präsidentschaftswahl (Éamon de Valera gewinnt gegen Seán Mac Eoin)

### Niederlande
- Am 12. März die Parlamentswahl in den Niederlanden 1959

### Vereinigtes Königreich
- Am 8. Oktober die britische Unterhauswahl 1959